# Beir Glulud
Beir Glulud (بير جلولد) – libijski kuter rakietowy z lat 80. XX wieku, jedna z 10 zamówionych przez Libię jednostek typu La Combattante IIG. Okręt został zwodowany 30 września 1980 roku we francuskiej stoczni CMN w Cherbourgu, a do służby w marynarce wojennej Libii wszedł 8 września 1982 roku. W 1983 roku nazwę jednostki zmieniono na „Waheed” (واحد). Jednostka, oznaczona numerami taktycznymi P521 i 526, została zatopiona 24 marca 1986 roku w Zatoce Wielka Syrta przez samoloty pokładowe VI Floty US Navy.

## Projekt i budowa
Kutry rakietowe typu La Combattante IIG zostały zamówione przez Libię we Francji w maju 1977 roku. Łączna wartość kontraktu opiewała na 300 mln £.
„Beir Glulud” zbudowany został w stoczni CMN w Cherbourgu . Stępkę okrętu położono 20 października 1979 roku, a zwodowany został 30 września 1980 roku.

## Dane taktyczno-techniczne
Okręt był kutrem rakietowym o długości całkowitej 49 metrów (46,2 metra między pionami), szerokości całkowitej 7,1 metra i zanurzeniu 2 metrów . Kadłub jednostki wykonano ze stali, zaś nadbudówkę ze stali stopowej. Wyporność standardowa wynosiła 258 ton, zaś pełna 311 ton . Okręt napędzany był przez cztery 20-cylindrowe silniki wysokoprężne MTU 20V 538 TB91 o łącznej mocy 11,29 MW (15 360 KM), poruszające poprzez wały napędowe czterema śrubami. Maksymalna prędkość jednostki wynosiła 39 węzłów. Zasięg wynosił 1600 Mm przy prędkości 15 węzłów lub 850 Mm przy prędkości 25 węzłów .
Uzbrojenie artyleryjskie jednostki składało się z umieszczonej na dziobie w wieży pojedynczej armaty uniwersalnej OTO Melara Compact kalibru 76 mm L/62 . Masa pocisku wynosiła 6 kg, kąt podniesienia lufy 85°, donośność pozioma 16 000 metrów (12 000 metrów do celów powietrznych), a szybkostrzelność 85 strz./min. Prócz tego na rufie znajdowała się wieża z dwoma działkami przeciwlotniczymi Breda Compact kal. 40 mm L/70 . Kąt podniesienia luf wynosił 85°, waga pocisku 0,96 kg, donośność 12 500 metrów w poziomie i 4000 metrów w pionie, zaś szybkostrzelność od 300 do 450 strz./min.
Uzbrojenie rakietowe stanowiły umieszczone za nadbudówką dwie podwójne wyrzutnie przeciwokrętowych pocisków rakietowych Otomat Mark 1 (okręt przenosił cztery rakiety) . Pocisk rozwijał prędkość 0,9 Ma, masa głowicy bojowej wynosiła 210 kg, zaś maksymalny zasięg 80 km.
Wyposażenie radioelektroniczne obejmowało radar nawigacyjny Decca SMA 3 RM 20, radar dozoru ogólnego Thomson Triton II o zasięgu 33 km i radar kierowania ogniem Thomson Castor IIB o zasięgu 15 km, zintegrowany z systemem kierowania ogniem Thomson Vega II.
Załoga okrętu składała się z 27 oficerów, podoficerów i marynarzy .

## Służba
Przekazanie okrętu zamawiającemu zostało opóźnione z powodu embarga nałożonego przez Francję na Libię z powodu jej zbrojnej interwencji w Czadzie i odbyło się w lipcu 1982 roku. „Beir Glulud” (بير جلولد) został przyjęty do służby w marynarce wojennej Libii 8 września 1982 roku . Jednostka otrzymała numer taktyczny P521 . W 1983 roku nazwę okrętu zmieniono na „Waheed” (واحد), a numer burtowy na 526 .

### Zatopienie okrętu
Rankiem 24 marca 1986 roku okręty VI Floty US Navy przekroczyły w Zatoce Wielka Syrta linię równoleżnika 32°30′N, która została ogłoszona przez Libię „linią śmierci”. Libijczycy wystrzelili dwie rakiety przeciwlotnicze z zestawu S-200 Wega w kierunku samolotów F/A-18 Hornet z lotniskowca USS „Coral Sea” (CV-43), a następnie trzy rakiety z zestawu S-75. Atak został ponowiony po południu i wywołał działania odwetowe sił USA. O godzinie 14:50 z pokładu lotniskowca USS „America” (CV-66) wystartowały dwa samoloty A-6 Intruder, uzbrojone w przeciwokrętowe pociski rakietowe Harpoon. Skierowały się one w kierunku wykrytego przez samoloty E-2 Hawkeye „Waheeda”, który opuścił bazę w Misracie i zbliżał się do krążownika USS „Yorktown” (CG-48) i niszczycieli USS „Scott” (DDG-995) i USS „Caron” (DD-970). Samoloty wystrzeliły dwa pociski, które trafiły w nadbudówkę i wywołały pożar, który doprowadził do wybuchu komór amunicyjnych i rakiet. Okręt zatonął w ciągu kilkunastu sekund, a na jego pokładzie śmierć poniosło 16 członków załogi.